# Toni Kanaet
Toni Kanaet (Split, 4. rujna 1995.) hrvatski je tekvandoaš. Osvojio je brončanu medalju na Olimpijskim igrama 2020. u kategoriji do 80 kilograma. Član je splitskog TK Marjan.

## Nastupi na OI 2020.
| Kategorija | Šesnaestina finala | Osmina finala      | Polufinale         | Repesaž            | BM                 | BM |
| Kategorija | Protivnik Rezultat | Protivnik Rezultat | Protivnik Rezultat | Protivnik Rezultat | Protivnik Rezultat |    |
| ---------- | ------------------ | ------------------ | ------------------ | ------------------ | ------------------ | -- |
| −80 kg     | Martínez 21:15     | Hramcov 0:22       | Nije prošao dalje  | Sawadogo 30:10     | Rafalovič 24:18    |    |

## Vanjske poveznice
- Profil, TaekwondoData.com
- Profil  Arhivirana inačica izvorne stranice od 28. rujna 2021. (Wayback Machine), Olimpijske igre 2020.